# Lac Edson
Pour les articles homonymes, voir Edson.
Le lac Edson (en anglais : Edson Lake) est un lac américain dans le comté de Mariposa, en Californie. Il est situé à 2 483 mètres d'altitude au sein de la Yosemite Wilderness, dans le parc national de Yosemite.